# هنريك نيكولاي كلوسن
هنريك نيكولاي كلوسن هو أستاذ جامعي وعالم عقيدة وسياسي دنماركي، ولد في 22 أبريل 1793 في Maribo ‏ في الدنمارك، وتوفي في 28 مارس 1877 في كوبنهاغن في الدنمارك. انتخب عضو فولكتنغ ‏.